# Gruppo aviazione da difesa aerea Italia settentrionale
Il Gruppo aviazione da difesa aerea Italia settentrionale era un gruppo di volo del Servizio Aeronautico del Regio Esercito, attivo nella prima guerra mondiale.

## Storia
Il Gruppo nasce il 25 settembre 1916 comandato dal capitano Adolfo Resio a Firenze.
Nel 1917 disponeva della 105ª Squadriglia e la Sezione Difesa Ravenna, Sezione Difesa Rimini-Riccione, di Cairo Montenotte, Aeroporto di Novi Ligure e Sezione Difesa Bologna al comando del maggiore Ettore De Carolis.
Viene sciolto il 1º marzo 1918.